# All-Star Game de la NBA 1990
El 40.º All-Star Game de la NBA de la historia se disputó el día 11 de febrero de 1990 en el Miami Arena de Miami, Florida, ante 14.810 espectadores. El equipo de la Conferencia Este estuvo dirigido por Chuck Daly, entrenador de Detroit Pistons y el de la Conferencia Oeste por Pat Riley, de Los Angeles Lakers. La victoria correspondió al equipo del Este por 130-113. Fue elegido MVP del All-Star Game de la NBA el base de los Lakers Magic Johnson, siendo uno de los tres únicos jugadores que han logrado este galardón jugando en el equipo perdedor. Magic lideró al equipo del Oeste consiguiendo 22 puntos, 6 rebotes y 4 asistencias, logrando uno de los pocos títulos individuales que le faltaban en su carrera, en su novena aparición en este tipo de partidos. Por el equipo del Este, 7 jugadores acabaron en dobles figuras, destacando la actuación de Michael Jordan y Charles Barkley, que anotaron 17 cada uno, con un espectacular porcentaje tde tiro del equipo del 54,3% incluidos 7 de 10 lanzamientos de 3 puntos, lo que supuso la primera victoria de Daly al frente de un equipo All-Star
Se disputaron también el sábado anterior el Concurso de triples y el de mates. En el primero, en su cuarta edición, resultó ganador el base de los Bulls Craig Hodges, finalista el año anterior, que ganó en la final a Reggie Miller por un apretado 19-18. En el concurso de mates, el ganador fue Dominique Wilkins, de Atlanta Hawks, que derrotó a Kenny Smith en la final por 146,8-145,1.

## Estadísticas

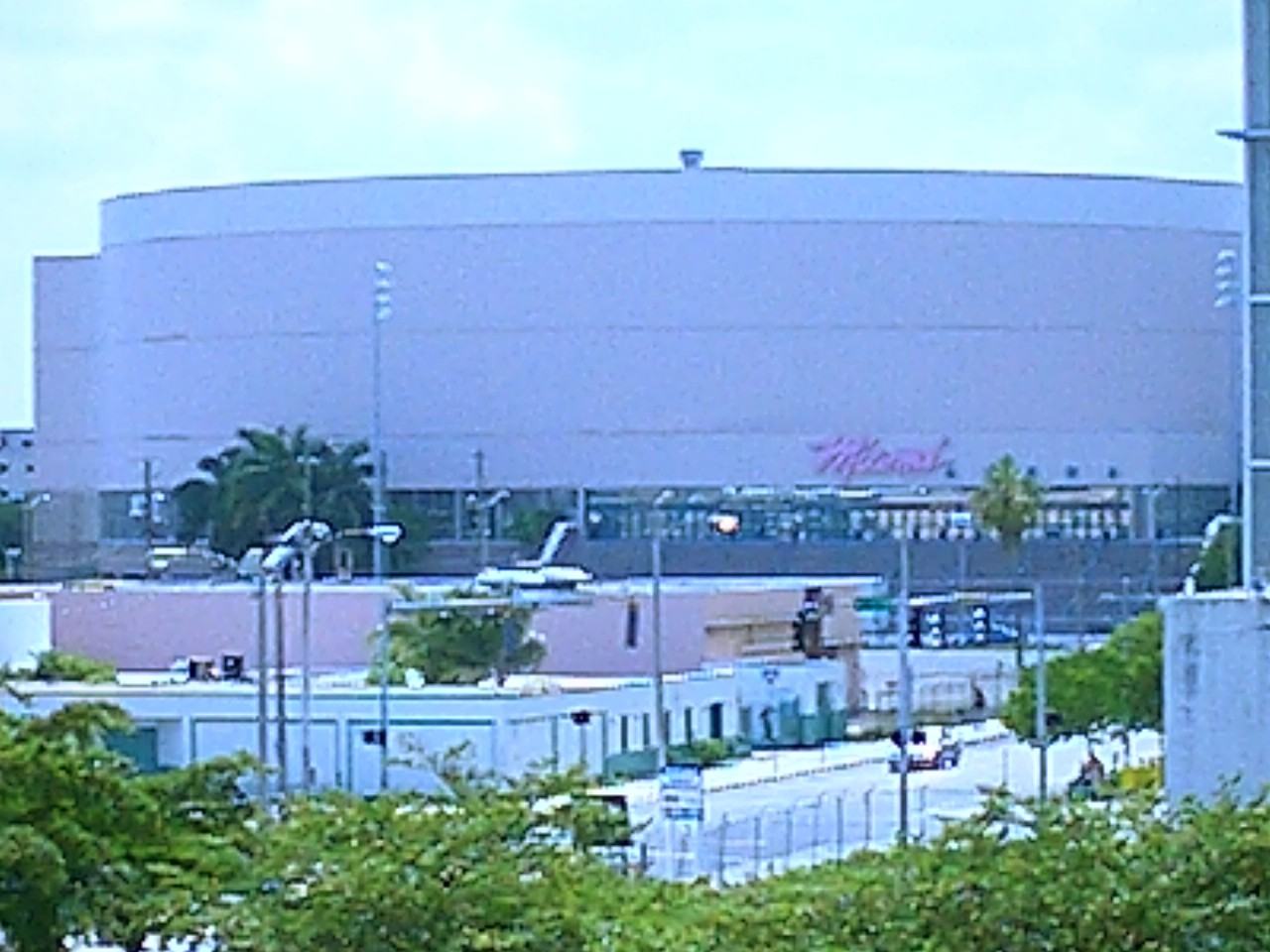
El Miami Arena, sede del All-Star de 1990.

### Conferencia Oeste
| CONFERENCIA OESTE |              |                                        |                                        |                                        |                                        |                                        |                                        |                                        |                                        |
| Jugador           | Equipo       | MIN                                    | TCA                                    | TCI                                    | TLA                                    | TLI                                    | REB                                    | AST                                    | PTS                                    |
| A. C. Green       | L.A. Lakers  | 12                                     | 0                                      | 3                                      | 0                                      | 0                                      | 3                                      | 1                                      | 0                                      |
| James Worthy      | L.A. Lakers  | 19                                     | 1                                      | 11                                     | 0                                      | 0                                      | 4                                      | 0                                      | 2                                      |
| Hakeem Olajuwon   | Houston      | 31                                     | 2                                      | 14                                     | 4                                      | 10                                     | 16                                     | 2                                      | 8                                      |
| Earvin Johnson    | L.A. Lakers  | 25                                     | 9                                      | 15                                     | 0                                      | 0                                      | 6                                      | 4                                      | 22                                     |
| John Stockton     | Utah         | 15                                     | 1                                      | 4                                      | 0                                      | 0                                      | 0                                      | 6                                      | 2                                      |
| Tom Chambers      | Phoenix      | 21                                     | 8                                      | 12                                     | 5                                      | 7                                      | 3                                      | 1                                      | 21                                     |
| Clyde Drexler     | Portland     | 19                                     | 2                                      | 6                                      | 2                                      | 2                                      | 4                                      | 2                                      | 7                                      |
| David Robinson    | San Antonio  | 25                                     | 7                                      | 12                                     | 1                                      | 2                                      | 10                                     | 1                                      | 15                                     |
| Chris Mullin      | Golden State | 16                                     | 1                                      | 5                                      | 1                                      | 2                                      | 3                                      | 1                                      | 3                                      |
| Kevin Johnson     | Phoenix      | 14                                     | 1                                      | 1                                      | 1                                      | 0                                      | 0                                      | 4                                      | 2                                      |
| Rolando Blackman  | Dallas       | 21                                     | 7                                      | 9                                      | 1                                      | 1                                      | 2                                      | 2                                      | 15                                     |
| Lafayette Lever   | Denver       | 22                                     | 7                                      | 13                                     | 2                                      | 2                                      | 3                                      | 2                                      | 16                                     |
| Karl Malone       | Utah         | Seleccionado, pero no jugó por lesión. | Seleccionado, pero no jugó por lesión. | Seleccionado, pero no jugó por lesión. | Seleccionado, pero no jugó por lesión. | Seleccionado, pero no jugó por lesión. | Seleccionado, pero no jugó por lesión. | Seleccionado, pero no jugó por lesión. | Seleccionado, pero no jugó por lesión. |
| Totales           |              | 240                                    | 46                                     | 105                                    | 16                                     | 26                                     | 54                                     | 26                                     | 113                                    |

MIN: Minutos. TCA: Tiros de campo anotados. TCI: Tiros de campo intentados. TLA: Tiros libres anotados. TLI: Tiros libres intentados. REB: Rebotes. AST: Asistencias. PTS: Puntos

### Conferencia Este
| CONFERENCIA ESTE  |              |     |     |     |     |     |     |     |     |
| Jugador           | Equipo       | MIN | TCA | TCI | TLA | TLI | REB | AST | PTS |
| Charles Barkley   | Philadelphia | 22  | 7   | 12  | 2   | 3   | 4   | 0   | 17  |
| Larry Bird        | Boston       | 23  | 3   | 8   | 2   | 2   | 8   | 3   | 8   |
| Patrick Ewing     | New York     | 27  | 5   | 9   | 2   | 2   | 10  | 1   | 12  |
| Michael Jordan    | Chicago      | 29  | 8   | 17  | 0   | 0   | 5   | 2   | 17  |
| Isiah Thomas      | Detroit      | 27  | 7   | 12  | 0   | 0   | 4   | 9   | 15  |
| Kevin McHale      | Boston       | 20  | 6   | 11  | 0   | 0   | 8   | 1   | 13  |
| Joe Dumars        | Detroit      | 18  | 3   | 4   | 1   | 2   | 1   | 5   | 9   |
| Robert Parish     | Boston       | 21  | 7   | 11  | 0   | 1   | 4   | 2   | 14  |
| Reggie Miller     | Indiana      | 14  | 2   | 3   | 0   | 0   | 1   | 3   | 4   |
| Dominique Wilkins | Atlanta      | 16  | 5   | 10  | 2   | 2   | 0   | 4   | 13  |
| Dennis Rodman     | Detroit      | 11  | 2   | 4   | 0   | 0   | 4   | 1   | 4   |
| Scottie Pippen    | Chicago      | 12  | 2   | 4   | 0   | 0   | 1   | 0   | 4   |
| Totales           |              | 240 | 57  | 105 | 9   | 12  | 50  | 31  | 130 |

MIN: Minutos. TCA: Tiros de campo anotados. TCI: Tiros de campo intentados. TLA: Tiros libres anotados. TLI: Tiros libres intentados. REB: Rebotes. AST: Asistencias. PTS: Puntos

## Sábado

### Concurso de Triples
- Bobby Hansen (Utah Jazz)
- Reggie Miller (Indiana Pacers)
- Craig Ehlo (Cleveland Cavaliers)
- Jon Sundvold (Miami Heat)
- Larry Bird (Boston Celtics)
- Craig Hodges (Chicago Bulls)
- Mark Price (Cleveland Cavaliers)
- Michael Jordan (Chicago Bulls)
  - VENCEDOR: Craig Hodges

### Concurso de Mates
| Jugador                     | 1ª ronda         | Semifinales      | Final                  |
| --------------------------- | ---------------- | ---------------- | ---------------------- |
| Dominique Wilkins (Atlanta) | 96.3 (48.1+48.2) | 97.7 (48.0+49.7) | 146.8 (47.9+49.7+49.2) |
| Kenny Smith (Atlanta)       | 93.0 (43.4+49.6) | 98.3 (49.1+49.2) | 145.1 (48.1+49.8+47.2) |
| Kenny Walker (New York)     | 95.2 (47.0+48.2) | 97.4 (49.5+47.9) |                        |
| Shawn Kemp (Seattle)        | 98.2 (49.1+49.1) | 96.4 (47.6+48.8) |                        |
| Scottie Pippen (Chicago)    | 92.2 (47.2+45.0) |                  |                        |
| Rex Chapman (Charlotte)     | 92.1 (45.5+46.6) |                  |                        |
| Billy Thompson (Miami)      | 91.4 (47.7+43.7) |                  |                        |
| Kenny Battle (Phoenix)      | 85.8 (42.5+42.8) |                  |                        |